# Ve vězení (Hvězdná brána)
Ve vězení je 3. epizoda 2. řady sci-fi seriálu Hvězdná brána.

## Děj
SG-1 zkoumají planetu P3X-775, která podle plukovníka Jacka O'Neilla nemá co nabídnout kromě "stromů a mechu" a rozhodne se odejít, když narazí na prchajícího místního obyvatele jménem Roshure, který prohlašuje, že je pronásledován "Taldorem". SG-1 je vezmou s sebou, ale náhle se ocitají ve světelném kruhu, kde je nějaké hlasy prohlásí vinnými z napomáhání vrahovi a vstup na svatou půdu. Dr. Daniel Jackson zjišťuje, že "Taldor" znamená "spravedlnost". Za své zločiny je SG-1 odsouzena k doživotnímu vězení na planetě "Hadante", podzemním vězení, přístupným pouze přes Hvězdnou bránu, která nemá DHD.
Po příchodu do vězení je Carterová napadena Vishnoorem, jedním z vězňů. Útok však zastaví starší žena, Linea, které se zde ostatní vězni bojí a bere Carterovou pod svojí ochranu. SG-1 prozkoumává vězení. Zjišťují, že jediná cesta ven je hvězdná brána, na které budou muset zadat adresu ručně. Budou potřebovat zdroj energie. Linea ukáže Carterové, že dokáže vytvořit zdroj energie.
Zanedlouho se aktivuje hvězdná brána a vězni se staví před ní v naději, že se jim tak podaří uprchnout. Jackson se jim v tom snaží zabránit a vysvětlit jim, že neuprchnou, ale že zemřou. Nikdo jej však neposlouchá. Bránou přichází slepý vězeň Simian, který sem byl poslán za krádež jídla. Vishnoor napadne Jacksona a dojde k souboji. Vishnoor škrtí Jacksona a ten ztrácí vědomí. V poslední chvíli zasáhne Linea a zabije Vishnoora pomocí malého kulatého zařízení. Nikdo si toho nevšimne a ostatní vězni se domnívají, že Daniel v souboji zvítězil.
Mezitím se vrací na Zemi tým SG-3 vedený majorem Warrenem, který byl vyslán na pomoc SG-1 a přináší zpět zbraně a vysílače SG-1, které jim byly předány. Oznamují generálu Hammondovi, že mluvli s cizinci, kteří jim sdělili, že SG-1 byli odsouzeni. Generál Hammond se vydává na P3X-775 společně s SG-9, vedeným majorem Kovackem. Snaží se vyjednat propuštění SG-1, avšak neúspěšně.
SG-1 s Lineou aktivují hvězdnou bránu a prchají z Hadante na P2A-509, kde se nachází SG-3, protože nemají vysílač na otevření Iris. Spolu s nimi stačí uniknout bránou ještě Simian, kterého předtím Linea vyléčila ze slepoty. S pomocí SG-3 se SG-1 s Lineou vrací na Zemi.
V SGC Carterová s dr. Greenovou ukáže Linee, jak ovládat počítač a prozradí jí existenci sítě Hvězdných bran a jejich adresy. Poté Linea Carterovou a dr. Greenovou omráčí.
Zbytek SG-1 podávavá hlášení generálu Hammondovi. Přichází major Warren, který přivádí Simiana s tím, že jej nalezli na planetě P2A-509. Simian jim sděluje, že Linea je známá jako "Ničitelka světů", která stvořila nemoc, která vyhubila téměř polovinu Simianovy planety. Náhle je na základně vyhlášen poplach kvůli neoprávněné aktivaci brány.
Linea mezitím zadala na počítači adresu a spustila autodestrukční zařízení. V řídící místnosti se generál Hammond, SG-1 a technici snaží zabránit aktivaci brány. Linea stojí na rampě před bránou. Počítače nereagují na povely a je spuštěno odpočítávání autodestrukce. Linea odchází bránou. Odpočítávání skončí, avšak k autodestrukci nedojde. O'Neill nařizuje, aby byly zadány souřadnice planety, na kterou Linea odešla, ale místo toho se systém zhroutí a na monitoru počítače se objeví text: "Děkuji za laskavost. Všechny dluhy jsou nyní splaceny." SG-1 si uvědomí, že osvobodili psychopatického masového vraha, kterému dali přístup ke stovkám světů.